# William James West
William James West, fue un médico cirujano y boticario inglés, que entre otras cosas tomó un rol de importancia en el movimiento local de reforma de la práctica médica. Publicó en 1837 el primer artículo referido a una ovariotomía realizada en Inglaterra y describió por primera vez el cuadro de un tipo de espasmo infantil (presente en su propio hijo, James Edwin West) en un artículo publicado por The Lancet en 1841. Este síndrome se caracteriza típicamente por tres hallazgos: espasmos epilépticos, retraso del desarrollo psicomotor y electroencefalograma con un trazado característico de hipsarritmia, aunque uno de los tres puede no aparecer.

## Biografía
Es poco lo que se sabe sobre William James West, y los datos sobre su persona, sobre todo en sus primeros años son contradictorios. Dependiendo de la fuente su fecha de nacimiento se sitúa en 1793 o 1794 en Inglaterra, aunque se desconoce con exactitud el lugar. Se cree que recibió entrenamiento médico en el Guy's Hospital de Londres, y se sabe que fue admitido en el Royal College of Surgeons (Colegio Real de Cirujanos) en febrero de 1815.
West se casó con Mary Halsey Dashwood en junio de 1828 en la iglesia de St. Giles, distrito de Camberwell, Londres. Aunque ni William ni Mary eran originarios de Kent, vivieron en Tonbridge, un pequeño pueblo de ese condado. Un año después de su casamiento nació su primera hija, Julia, y aproximadamente entre los años 1834 y 1835 nació su segundo hijo, William. Su tercer hijo James Edwin, quién fuera el objeto de la descripción del síndrome que lleva su nombre, nació el 13 de febrero de 1840.
West se desempeñaba con bastante éxito como médico generalista y cirujano en Tonbridge. En el año 1837 West publica en The Lancet la primera cirugía de ovariectomía, describiendo como removió un quiste ovárico con un tamaño de aproximadamente 20 pintas (11,3 litros). La paciente se recuperó bien, y el quiste fue colocado en exhibición en el museo del Guy's Hospital. Su colega y amigo, John Gorham publicó un par de años más tarde varias de las ovariotomías realizadas por West.
A fines de enero de 1841 William escribe a The Lancet describiendo el caso de su hijo James, quien comenzó a padecer un trastorno convulsivo a los cuatro meses de edad. La carta de West fue publicada por The Lancet el 13 de febrero de 1841, fecha del primer cumpleaños de James.
William James West murió en 1848 aproximadamente a los 55 años de edad, según consta en los anales de Tonbridge a causa de hidropesía, un término antiguo utilizado para designar a la ascitis a consecuencia de fallo renal o cardíaco, su tumba aún se puede visitar en el cementerio de la Iglesia de St. Peter and St. Paul en Tonbridge.
Cinco años después de la muerte de su padre, en 1853, James West fue transferido al Asilo Earlwood para Débiles Mentales de Redhill. James murió el 27 de septiembre de 1860, a la edad de 20 años y fue sepultado en la misma tumba que su padre.

## Legado
El nombre de William West es conocido sobre todo por el síndrome epónimo, a pesar de que la convención sobre el uso de este nombre es relativamente reciente y se remonta al año 1960, cuando H. Gastaut organizó el 9th Colloque de Marseille (coloquio de Marsella); el cual se enfocó en los espasmos infantiles. Los procedimientos de esta reunión fueron publicados en el libro L’Encephalopathie Myoclonique Infantile avec Hypsarythmie (encerfalopatía mioclónica infantil con hipsarritmia) y fue en ese congreso que H. Gastaut sugirió el uso de síndrome de West como epónimo para los espasmos infantiles; el cual ha sido desde ese momento ampliamente utilizado para definirlo.

C’est pourqoui, dans la suite de I’ouvrage et sans prejuger de I’avenir, nous parlerons d’ ‘Encephalopathie Myoclonique Infantile avec Hypsarythmie’ pour designer l’affection en cause et nous utiliserons le sigle: EMIH, excepté lorsque nous nous référerons à l’aspect historique du problème, où nous parlerons alors de syndrome de West.

Y es por eso, que en recuerdo de este trabajo, y sin hacer juicios sobre futuros desarrollos en avance, deberíamos usar el término de Encefalopatía Mioclónica Infantil con Hipsarritmia para designar esta enfermedad, excepto cuando se refiere a los aspectos históricos de este problema, deberíamos hablar entonces de Síndrome de West.

La verdad es que la mayor parte del legado de William y James West se habría perdido de no ser por Mary, quién seis meses después de la muerte de su esposo, donó su propio diario privado a William Newnham, un médico de Farnham. Newnham ya había encontrado un caso similar al descrito por West dos años antes de la publicación del caso de James en The Lancet, por lo que los diarios de Mary West, aparentemente, despertaron gran interés en Newnham. Un par de años después Newnham escribió un trabajo monográfico donde describe cuatro casos, uno de los cuales fue el de James West; la monografía de Newnham cita directamente los diarios de Mary West, y es gracias a este trabajo y a la carta de West publicada en The Lancet que se conoce un poco sobre la vida privada y la historia de William y James West.